# Quaestus cantabricus
Quaestus cantabricus es una especie de escarabajo del género Quaestus, familia Leiodidae. Fue descrita por Uhagón en 1881.

## Distribución
Se encuentra en España. 